# بند بخش‌آباد
بند بخش‌آباد (انگلیسی: Bakhshabad Dam) بر روی فراه رود در ولسوالی بالابلوک در ولایت فراه در غرب افغانستان قرار دارد. این بند توسط وزارت انرژی و آب با کمک کارگران ترکیه در دست ساخت بود.
پس از اتمام کار، نیروگاه آن قادر خواهد بود تا ۲۷ مگاوات برق تولید کند. مخزن سد بیش از ۱۳۶۰ میلیون متر مکعب آب ذخیره می‌کند که می‌تواند تا ۱۰۰۰۰۰ هکتار زمین کشاورزی را آبیاری کند.